# Witte slangaal
De witte slangaal (Ophichthus gomesii) is een straalvinnige vis uit de familie van slangalen (Ophichthidae), orde palingachtigen (Anguilliformes), die voorkomt in het noordwesten, het westen en het zuidwesten van de Atlantische Oceaan.
De witte slangaal kan een maximale lengte bereiken van 91 cm. Het is een zoutwatervis die voorkomt in tropische wateren.
De soort staat niet op de Rode Lijst van de IUCN.